# 佳亭中央市場駅
佳亭中央市場駅（カジョンチュンアンシジャンえき）は、大韓民国仁川広域市西区佳亭洞にある仁川交通公社（仁川都市鉄道）2号線の駅である。駅番号はI212。

## 駅構造
相対式ホーム2面2線の地下駅である。

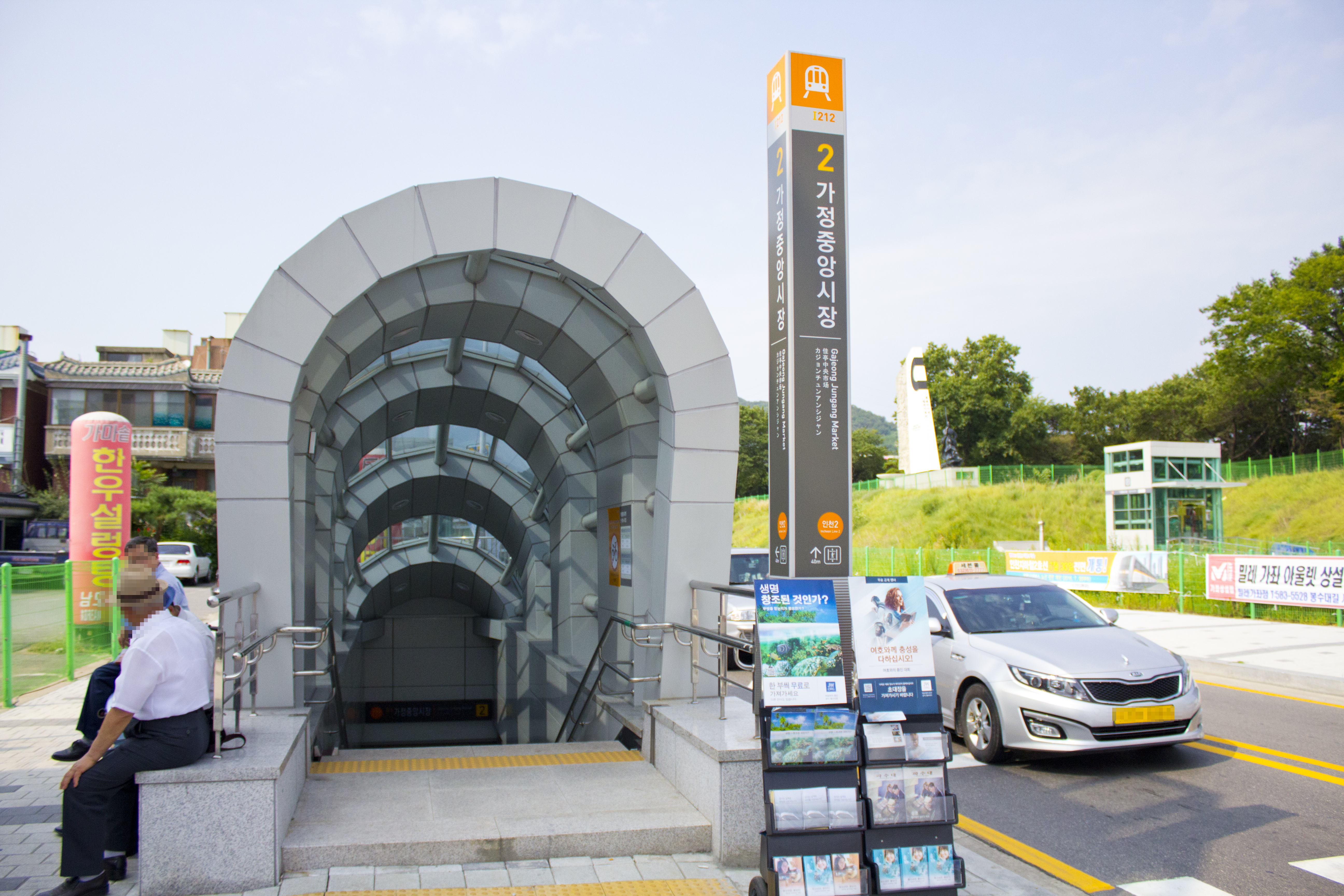
2番出口(2016年7月)
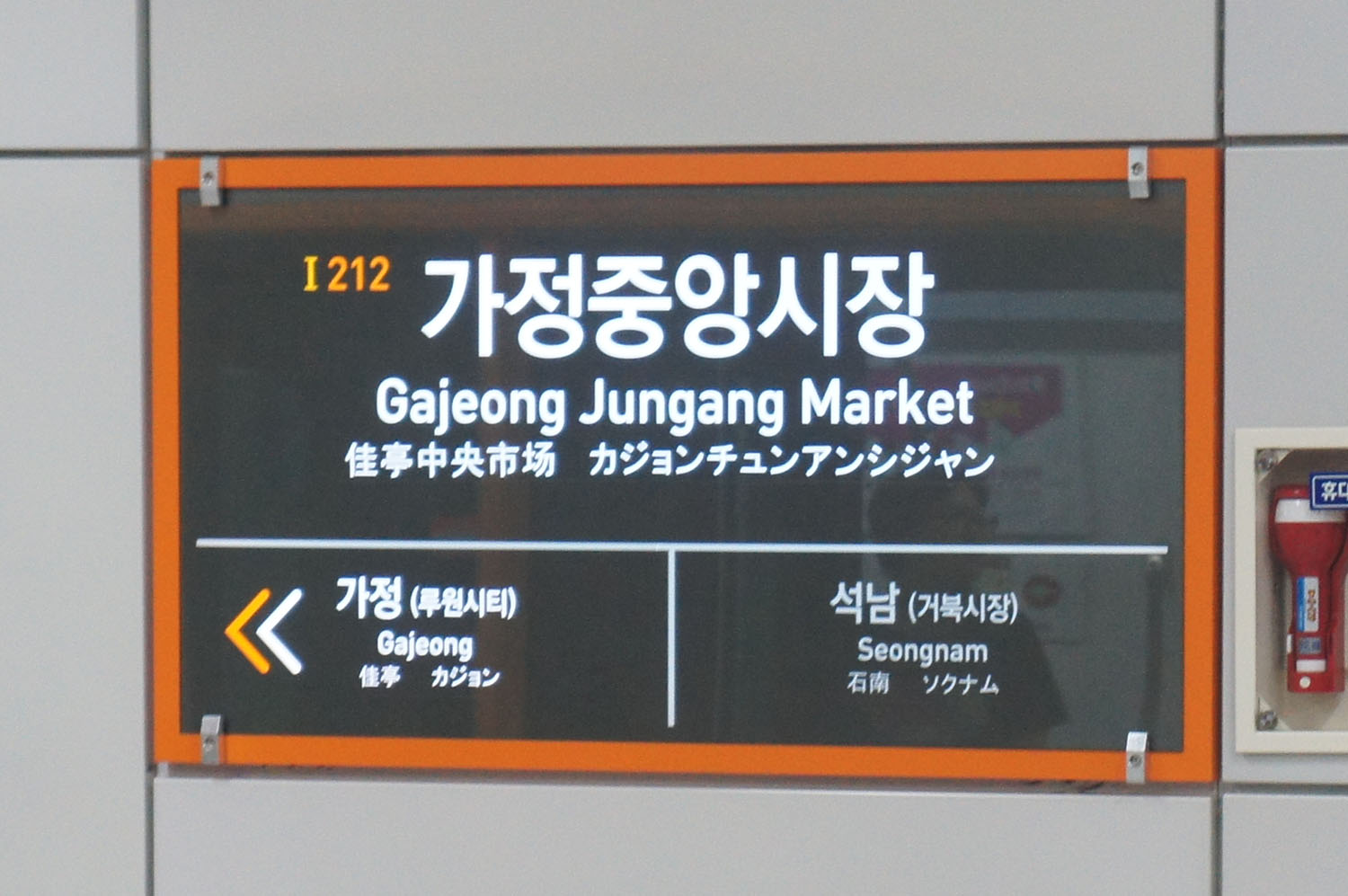
駅名標

### のりば
| 上り | ●2号線 | 黔岩・黔丹梧柳方面       |
| 下り | ●2号線 | 朱安・仁川市庁・雲宴方面 |

## 駅周辺
- コロンビア公園
- 西区文化会館
- 佳亭3洞住民センター
- 仁川佳石初等学校
- 佳亭高等学校
- 仁川新峴初等学校
- 仁川チャムサラン病院
- 新峴元倉洞住民センター
- 新峴治安センター
- 新峴119安全センター

## 歴史
- 2015年10月5日：駅名が佳亭中央市場駅に確定[1]。
- 2016年7月30日：2号線開通と同時に営業開始[2]。

## 隣の駅
仁川交通公社（仁川都市鉄道）
●2号線
佳亭駅 (I211) - 佳亭中央市場駅 (I212) - 石南駅 (I213)